# William Mecham
Pour les articles homonymes, voir Mecham.
Tom Merry, de son vrai nom William Mecham (1853 dans Southwark, Londres - 21 août 1902 dans le comté d'Essex, Angleterre), est un illustrateur et comédien britannique. Il s'est démarqué en tant qu'illustrateur sur la scène du music-hall et dans quatre films, traçant régulièrement le portrait de personnalités de l'époque.

## Biographie
William Mecham naît pendant le premier quart de 1853 dans la paroisse de St Saviour dans le district londonien de Southwark.
En qu'illustrateur et satiriste politique, Tom Merry illustre en couleur les pages centrales du magazine politique The St Stephen's Review, publié hebdomadairement de 1883 à 1892. Trente-quatre lithographies d'hommes politiques de l'époque se trouvent dans une collection de la Chambre des communes du Royaume-Uni. Merry a aussi publié des illustrations dans l'édition britannique du magazine satirique américain Puck, de janvier 1889 à juin 1890. Sur scène au music-hall, Merry trace rapidement des portraits de personnalités de l'époque ou de personnes faisant partie de l'audience.
Tom Merry est l'acteur principal de quatre films tournés par Birt Acres, où le premier trace le portrait de personnalités de l'époque. Un film s'intitule Tom Merry Lightning Artist Drawing Mr Gladstone (1896), un autre s'intitule Tom Merry Sketching Lord Salisbury (1896). Les deux autres sont projetés devant public en juin 1895, pendant les activités entourant la cérémonie d'ouverture du canal de Kiel. Produits par Robert Paul, ils montrent Tom Merry dessinant l'empereur allemand Guillaume II et le prince Otto von Bismarck. Ces films annoncent les bandes dessinées animées. En effet, Merry a complété chaque caricature en moins d'une minute, durée maximale des films de cette époque. Pour filmer un travail plus long, il faudra attendre la venue de la technologie d'animation image par image.
Merry meurt pendant qu'il illustre un ouvrage sur l'histoire de l'île britannique Canvey Island. L'auteur du livre rédige une dédicace : « En mémoire de William Mecham, artiste, illustrateur et caricaturiste, mieux connu du public britannique par son sobriquet professionnel Tom Merry, qui est mort subitement à la station Benfleet dans le comté d'Essex, le jeudi 21 août 1902 à l'âge de 49 ans,. »

### Citations originales
1. ↑  (en) « In memoriam of William Mecham, artist, cartoonist, and caricaturist, better known to the British public by his professional soubriquet, Tom Merry, who died suddenly at Benfleet Station, Essex, on Thursday, 21 August 1902, aged 49 years. »